# LGBT與伊斯蘭教

伊斯蘭教的LGBT概念受到穆斯林的文化法律相連的歷史及國家背景影響，特別是古蘭經和集錄先知穆罕默德言行的聖訓。
古蘭經中記載著魯特的故事（亦被稱為所多瑪與蛾摩拉），多數教派將該故事視為古蘭經禁止同性性行為的依據。
伊斯蘭教的著名學者謝赫及沙非（伊瑪目沙菲）規定禁止同性之間的性行為，違反的人會被處以極刑。大部分以穆斯林為主要人口的國家都用法律懲罰同性之間的性行為。在伊斯蘭政權國家如伊朗、毛里塔尼亞、沙特阿拉伯、蘇丹和也門，會被處以死刑。而尼日利亞及索馬里的部分地區亦執行此法。而雞姦的懲罰於不同的法律下有不同處理手法，部分人會被處以死刑，而部分人則會被監禁。而部分較世俗的國家雖然以穆斯林為主，但不依上述手法處理。如印度尼西亞，約旦、馬來西亞、土耳其、伊拉克、黎巴嫩、哈薩克、塔吉克、吉爾吉斯、亞塞拜然、阿爾巴尼亞、科索沃、馬利、尼日及幾內亞比索等。
與嚴格的法律相反，中世紀以降的穆斯林詩歌及文學卻反映出同性相愛的傾向，並有描寫男性之間的愛。

## 伊斯蘭法律

### 古蘭經
根據傳統，伊斯蘭教法或其他傳統伊斯蘭法律都是根據古蘭經及聖訓去撰寫的。古蘭經是真主阿拉的啟示，而聖訓則是穆罕默德的訓話。
古蘭經是伊斯蘭最重要的經典，作為神的啟示而被穆斯林人景仰。根據古蘭經記載關於所多瑪與蛾摩拉，以及先知魯特的篇章（參考古蘭經 7:80-84, 11:77-83, 21:74, 22:43, 26:165-175, 27:56-59, 及 29:27-33）
（我確已派遣）魯特，當時他對他的宗族說：「你們怎麼做那種醜事呢？在你們之前，全世界的人沒有一個做過這種事的。你們一定要舍婦女而以男人滿足性欲，你們確是過份的民眾。」 他的宗族唯一的答覆是說：「你們把他們逐出城外，因為他們確是純潔的民眾！」 我拯救了他和他的信徒，沒有拯救他的女人，她是和其餘的人同受刑罰的。 我曾降大雨去傷他們，你看看犯罪者的結局是怎樣的。...你們怎麼要與眾人中的男性交接，而捨棄你們的主所為你們創造的妻子呢？（And forsake the wives your Lord created for you?）其實，你們是犯罪的民眾。」 
阿拉伯詞語liwat（意指同性性行為）及luti（意指進行同性性行為）都是從魯特（lut）而來。 。多數教派將該故事視為古蘭經禁止同性性行為的依據，但在古蘭經中，沒有處罰同性性行為的罰則，因此各教派自行推導嚴厲程度不一的伊斯蘭教法，來決定處罰方式。
當代學者Scott Kugle主張魯特傳說並非著重在性行為，而是部落的背信和對羅得預言職分的拒絕。相關經文指涉的亦是非合意的強暴性行為，因此古蘭經並不禁止同性之間的性行為。在經文的細節上，Scott Kugle認為(7:80–84)和(26:165-166)的經文係指，這些意欲強行侵犯陌生人的男性，已經有了伴侶（azwaj），真主為他們所造的妻子。因此，這裡的道德議題是他們無視其已有配偶的事實，而想向陌生人強行求歡。
在所多瑪的毀滅中，整個城市都因為犯罪而被摧毀了，這包括魯特的妻子、其它的女性和小孩，Scott Kugle因此主張，將城市所犯的罪歸咎為「男同性性行為」並不合理。他也引用兩段聖訓，當中提到所多瑪的毀滅是因為，他們沒有在如廁或性事後清潔自身、他們不分享食物、他們貪婪又吝嗇。

## 外部連結

### 文章
- 游謙：伊斯蘭對同性戀的態度 --- 以安華事件為例（页面存档备份，存于）
- 同志阿訇有話說：穆斯林與同性戀傾向並不衝突
- 逃過生父威脅及IS處死 「我是伊拉克的同性戀者」  （页面存档备份，存于）
- 伊斯蘭世界天生 「反同」？歷史並非如此 （页面存档备份，存于）
- The secret mosques opening their doors to gay Muslims（页面存档备份，存于）
- Mustafa Akyol：What Does Islam Say About Being Gay? （页面存档备份，存于）
- Muhsin Hendricks：Islamic Texts: A Source for Acceptance of Queer  Individuals into Mainstream Muslim Society （页面存档备份，存于）
- Scott Siraj al-Haqq Kugle：Sexual diversity in Islam: Is there room in Islam for lesbian, gay, bisexual and transgender Muslims?（页面存档备份，存于）
- DAAYIEE'S PLACE OF INNER PEACE（页面存档备份，存于）

### 接納LGBT的穆斯林團體
- Inner Circle （页面存档备份，存于）（南非）
- Muslim Alliance for Sexual and Gender Diversity（美國）
- Muslims for Progressive Values （页面存档备份，存于）（美國）